# Джефферс-Гарден (Орегон)
Джефферс-Гарден (англ. Jeffers Garden) — переписна місцевість (CDP) в США, в окрузі Клетсоп штату Орегон. Населення — 424 особи (2020).

## Географія
Джефферс-Гарден розташований за координатами 46°9′6″ пн. ш. 123°51′7″ зх. д. / 46.15167° пн. ш. 123.85194° зх. д. (46.151755, -123.852082).  За даними Бюро перепису населення США в 2010 році переписна місцевість мала площу 1,46 км², уся площа — суходіл.

## Демографія
Згідно з переписом 2010 року, у переписній місцевості мешкало 368 осіб у 145 домогосподарствах у складі 82 родин. Густота населення становила 251 особа/км².  Було 160 помешкань (109/км²).
Расовий склад населення:
| - 90,2 % — білих - 1,4 % — корінних американців - 0,8 % — чорних або афроамериканців - 4,6 % — осіб інших рас |

До двох чи більше рас належало 3,0 %. Частка іспаномовних становила 9,0 % від усіх жителів.
За віковим діапазоном населення розподілялося таким чином: 25,0 % — особи молодші 18 років, 63,6 % — особи у віці 18—64 років, 11,4 % — особи у віці 65 років та старші. Медіана віку мешканця становила 39,6 року. На 100 осіб жіночої статі у переписній місцевості припадало 124,4 чоловіків;  на 100 жінок у віці від 18 років та старших — 114,0 чоловіків також старших 18 років.